# Si je t'oublie... je t'aime
Pour le film de 2005, voir Little Fish (film, 2005).
Pour plus de détails, voir Fiche technique et Distribution.
Si je t'oublie... je t'aime (Little Fish) est un film américain réalisé par Chad Hartigan, sorti en 2020.

## Synopsis
Alors qu'un virus faisant perdre la mémoire se répand, un couple essaie de préserver son amour.

## Fiche technique
- Titre original : Little Fish
- Titre français : Si je t'oublie... je t'aime
- Réalisation : Chad Hartigan
- Scénario : Mattson Tomlin (en) et Aja Gabel
- Musique : Keegan DeWitt
- Photographie : Sean McElwee
- Montage : Josh Crockett
- Production : Lia Buman, Rian Cahill, Chris Ferguson, Tim Headington, Brian Kavanaugh-Jones et Mattson Tomlin (en)
- Société de production : Automatik Entertainment, Black Bear Pictures, Oddfellows Entertainment et Tango Entertainment
- Pays :  États-Unis et  Canada
- Genre : Drame, romance et science-fiction
- Durée : 101 minutes
- Dates de sortie : 
  - États-Unis : 1er octobre 2020 (festival du film de Newport Beach), 5 février 2021
  - France : 10 mai 2021

## Distribution
- Olivia Cooke : Emma
- Jack O'Connell : Jude
- Soko : Samantha
- Raúl Castillo : Ben
- David Lennon : Tim
- Toby Hargrave : Frank
- Albert Nicholas : Naps
- Chris Shields : M. Johnson
- Darius Willis : le neveu de M. Johnson

## Accueil
Le film a reçu un accueil favorable de la critique. Il obtient un score moyen de 71 % sur Metacritic.